# 칼릭스 (프로게이머)
칼릭스(본명: 선현빈, 2007년 3월 22일 ~ )은 대한민국의 리그 오브 레전드 프로게이머이다. 아이디는 Calix, 포지션은 미드이다. 현재 농심 레드포스에서 활동하고 있다.